# Peter von Fels
Peter von Fels, auch Ernst Ludwig von Fels (* 21. März 1907 in St. Gallen; † 25. Februar 1982 ebenda), war ein Schweizer Mosaikkünstler und Musiker.

## Leben und Werk
Peter von Fels entstammte dem Patriziergeschlecht von Fels. Sein Vater war der Arzt Hermann Fels. Seine Schwester war die spätere Malerin, Glasmalerin und Keramikerin Everilda de Fels (1909–2003).
Der auch musikalisch begabte Peter besuchte während seiner Gymnasialzeit Abendkurse bei Fritz Gilsi, Wilhelm Meier und August Wanner an der Kunstgewerbeschule St. Gallen. In Folge seiner Doppelbegabung widmete er sich intensiv dem Studium des Cellos. Später schrieb er neben einer Weihnachtskantate und einer Ballettmusik eine Reihe von Kompositionen für Cello und Klavier. Nach bestandener Matura entschied sich von Fels für eine Malerlaufbahn. Von 1925 bis 1929 war er ein Schüler von Théophile Robert in St-Blaise und Paris. Zudem verbrachte er ein paar Winter an der Académie de la Grande Chaumière in Paris. Nach seiner Lehrzeit unternahm er Studienreisen nach Florenz. Während der Weltwirtschaftskrise verdiente von Fels sein Geld als Musiker. So spielte er Cello, Schlagzeug, Klarinette und Saxophon im städtischen Orchester von St. Gallen. Nur in seiner Freizeit malte und zeichnete er weiter.
1937 erhielt von Fels seinen ersten Grossauftrag für die Kantonsschule St. Gallen. Während des Zweiten Weltkriegs leistete er Aktivdienst und avancierte als «Bunkermaler». In den Urlaubszeiten hielt er sich am Genfersee auf, wo er malte und auch seine Werke ausstellte. Als von Fels die Mosaike in Ravenna kennenlernte, war dies für ihn der entscheidende Anlass, sich der Mosaikkunst zu widmen. In der Folge schuf er ab 1947 Mosaike aus selber gesammelten Natursteinen. Diese schlug er mit einem feuergehärteten und geschliffenen Stahlhammer zurecht und formte sie mit der Steinzange. Das Natursteinmosaik an der Chorwand der evangelischen Kirche in Goldach stellt einen Höhepunkt seiner künstlerischen Arbeit dar. 1955 heiratete Peter von Fels die Malerin Irene Fels-Kuratle. Zusammen haben sie manche Mosaike gesetzt.
Peter von Fels stellte seine Werke 1928 an der 17. Nationalen Kunstausstellung im Kunsthaus Zürich aus, 1956 zusammen mit Albert Schenker, Martha Cunz, Willi Koch Albert Edelmann u. a. im Kunstmuseum St. Gallen. 1960 erhielt von Fels den Anerkennungspreis der Stadt St. Gallen.

## Mosaike im öffentlichen Raum
- 1953: Schulhaus Tschudwiese in St. Gallen
- 1953: Krematorium in St. Gallen
- 1954: Sekundarschule in Flawil
- 1956: Primarschule in Wildenstein-Roschacherberg
- 1958: Schule in Steig in Rorschacherberg
- 1959: Schulhaus Quader in Grabs
- 1962: Kirche in Uznach
- 1964: Schulhaus Ebnet in Abtwil
- 1964: Friedhofskapelle in Rorschach
- 1968: Krankenhaus in Rorschach
- 1969: Madonna in einer Felswand in Zervreila